# Pierre-Auguste Sarrus
 (avril 2023).
Pour les articles homonymes, voir Sarrus.
Pierre-Auguste Sarrus (né le 14 mars 1813 à Saint-Affrique et mort le 3 mai 1876 à Paris 11e) est un musicien et militaire français. Il est aussi l'inventeur du sarrussophone.

## Biographie
En 1836, alors âgé de 23 ans, Sarrus s’engage dans l'armée comme sapeur. Il devient fantassin quelques années plus tard. Le 27 novembre 1843, Sarrus devient musicien militaire et est affecté au 74e régiment d'infanterie en tant que caporal-chef de la Musique. 3 ans plus tard, le 18 août 1846, il se marie avec Mélanie Bellemère.
Résumé de sa carrière militaire :
- 1852 : Sarrus reçoit la Médaille militaire.
- 1854 : il participe à l’expédition d’Orient et reçoit la médaille de Crimée.
- 2 avril 1855 : il est affecté au 13e régiment d’infanterie.
- 10 juillet 1855 : il est promu officier.
- 1860-61 : Campagne de Syrie.
- 1863 : il reçoit l’Ordre du Médjidié de Turquie de 5e classe et la Croix de Victoria.
- 26 décembre 1864 : il est fait chevalier de la Légion d'honneur.
- 10 juillet 1867 : Sarrus est rayé des cadres alors qu’il était chef de musique (ayant le rang de lieutenant) du 13e Régiment d’Infanterie de Ligne.

En 1856, il invente un instrument de musique destiné à remplacer le hautbois et le basson dans les musiques militaires. Pierre-Louis Gautrot participe à sa construction. Ce nouvel instrument fut breveté sous le nom de sarrussophone.